# 1963 год в театре
1963 год в театре

## Персоналии

### Родились
- 3 января — Татьяна Борисовна Филатова, советская и российская актриса театра и кино.
- 5 января — Владимир Валентинович Черняев, советский и российский актёр театра и кино.
- 14 января — Анна Владленовна Самохина, советская и российская актриса театра и кино, певица. Заслуженная артистка Российской Федерации.
- 20 января — Ингеборга Дапкунайте, советская и литовская актриса театра и кино.
- 5 февраля — Инесса Ивановна Перелыгина, советская и российская актриса театра и кино.
- 10 февраля — Людмила Викторовна Артемьева, советская и российская актриса театра и кино, заслуженная артистка России.
- 14 февраля — Игорь Алексеевич Драка, советский и российский актёр театра и кино.
- 28 марта — Нина Гедевановна Ананиашвили, грузинская и российская балерина.
- 14 мая — Игорь Юрьевич Савочкин, российский актёр театра и кино.
- 22 июня — Александр Анатольевич Мохов, советский и российский актёр театра и кино, режиссёр театра и кино, заслуженный артист России.
- 8 июля — Дмитрий Певцов, советский и российский актёр театра и кино.
- 12 июля — Александр Домогаров, советский и российский актёр театра и кино, заслуженный артист России.
- 8 октября — Татьяна Агафонова, советская и российская актриса театра и кино.
- 11 октября — Игорь Эмильевич Верник, советский и российский актёр театра и кино, продюсер, радио и телеведущий, музыкант.
- 10 ноября --- Михаил Олегович Ефремов, советский и российский актёр театра и кино, заслуженный артист Российской Федерации.
- 22 ноября — Илзе Лиепа, балерина, народная артистка России, лауреат премии «Золотая маска», лауреат Госпремии РФ.

### Скончались
- 30 марта — Пётр Семёнович Давыдов, Народный артист Узбекской ССР.
- 1 апреля — Агнес Мовинкель, норвежский театральный деятель, актриса, режиссёр.
- 18 августа — Клиффорд Одетс, американский драматург, сценарист и режиссёр.
- 27 августа — Константин Сагаев, болгарский театральный деятель, основатель первой болгарской драматической школы, писатель, поэт, драматург, редактор, переводчик (родился в 1889).
- 4 сентября — Михаил Фёдорович Романов, советский актёр театра и кино, театральный режиссёр, народный артист СССР (1951).
- 23 сентября — Жюль Казабан, румынский актёр театра и кино, драматург и режиссёр. Народный артист Румынии. Лауреат Государственной премии Румынии.
- 19 октября — Лепко Владимир Алексеевич, выдающийся комик, премьер Московского театра сатиры, народный артист РСФСР.
- 5 ноября — Ольга Георгиевна Казико, советская актриса театра и кино, театральный педагог.
- 25 ноября — Аксель Хьелланн, норвежский драматург.
- 10 декабря — Эфраим Борисович Лойтер, еврейский советский режиссёр, театральный педагог, театральный критик, театральный деятель. Заслуженный артист Узбекской ССР.
- 27 декабря — Евдокия Дмитриевна Турчанинова, российская и советская театральная актриса, народная артистка СССР.